# تكاملية

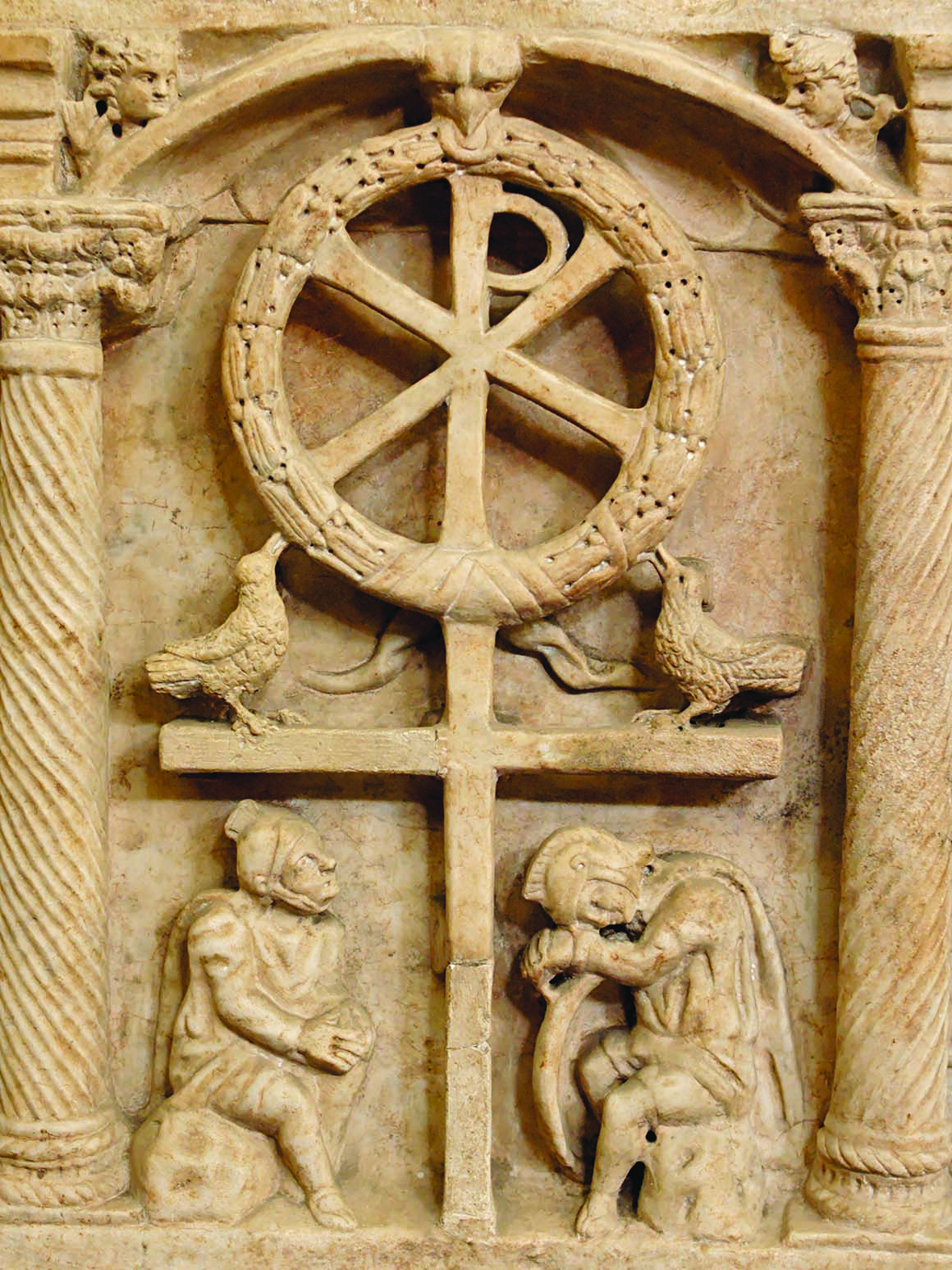
لبرومة قسطنطين الأكبر، أول إمبراطور روماني يعتنق المسيحية.

التكاملية في السياسة تمثيل للمبدأ القائل بوجوب أن يكون الإيمان الكاثوليكي أساسًا للقانون العام والسياسة العامة داخل المجتمع المدني في أي مجتمع يشكل فيه أتباع المذهب الكاثوليكي أغلبية. يؤيد التكامليون رأي البابا بيوس التاسع، في منشوره البابوي لعام 1864، والذي أكد فيه على أنه لا يمكن تبني الحياد الديني للسلطة الدينية كموقف مثالي، كما يؤيديون منشور البابا ليون الثالث عشر حول الالتزامات الدينية للدول. في شهر ديسمبر من عام 1965، أصدر البابا بولس السادس (وثيقة كرامة الإنسان) -«إعلان المجلس حول الحرية الدينية» بعد موافقة المجمع الفاتيكاني الثاني عليه- والذي ينص على «إبقاء العقيدة الدينية الكاثوليكية التقليدية على حالها فيما يتعلق بالواجب الأخلاقي للرجال والمجتمعات تجاه الدين الصحيح، وتجاه كنيسة المسيح الوحيدة»، فيما نص في الوقت نفسه على «حق الإنسان في الحرية الدينية»، في خطوة اعتبرها بعض التقليديين، كرئيس الأساقفة، مارسيل يفبفر، مؤسس أخوية القديس بيوس العاشر الكهنوتية، تتعارض مع الأحكام العقائدية السابقة. لذلك، لا يتقبل التكامليون الرفض المتصور للمجمع الفاتيكاني الثاني للكاثوليكية المدنية المعترف فيها قانونيًا.
يستخدم المصطلح في بعض الأحيان بصورة أكثر عمومية للإشارة إلى مجموعة المفاهيم النظرية والسياسات العملية التي تدعو إلى إقامة نظام سياسي واجتماعي متكامل تمامًا يقوم على أسس العقيدة الشاملة للطبيعة البشرية. بهذا المعنى العام، تركز بعض الأشكال للأصولية، بشكل بحت، على التكاملية القومية أو العرقية، بينما تركز بعض الأشكال الأخرى على تحقيق الوحدة الدينية والثقافية. وبالتالي، استخدم مصلطح التكاملية أيضًا لوصف الحركات الدينية غير الكاثوليكية، كالتكاملية البروتستانتية والإسلاموية. يطلق مصطلح النزعة التكاملية في التاريخ السياسي والاجتماعي للقرنين التاسع عشر والعشرين، غالبًا على التيار المحافظ التقليدي وعلى الحركات السياسية اليمينية المماثلة، كما أنه اعتمد أيضًا من قبل العديد من الحركات الوسطية بصفته أداة للأصولية السياسية والوطنية والثقافية. يغطي المفهوم العام العديد من فلسفات الأطياف السياسية من اليمين وحتى اليسار. يرفض أنصار التكاملية بشكل عام ثنائية اليسار/اليمين.
ظهرت النزعة التكاملية، بصفتها حركة فكرية وسياسية متميزة، خلال الجدل الدائر داخل الكنيسة الكاثوليكية في القرن التاسع عشر وفي أوائل القرن العشرين، وخاصة في فرنسا. استُخدم المصطلح كنعت يوصف به كل من عارض «الحداثيين» الذين سعوا إلى خلق توليفة بين اللاهوت المسيحي والفلسفة الليبرالية للحداثة العلمانية. علّم أنصار التكاملية السياسية الكاثوليكية أتباعهم على وجوب أن تقوم جميع الأعمال الاجتماعية والسياسية على الإيمان الكاثوليكي، ورفضوا الفصل بين الكنيسة والدولة متحججين بضرورة أن تكون الكاثوليكية هي الدين المعلن للدولة.
جددت المباحثات المعاصرة المتعلقة بالنزعة التكاملية في عام 2014، وانتُقدت فيها أفكار الرأسمالية والليبرالية.

## التكاملية الكاثوليكية

### تاريخ

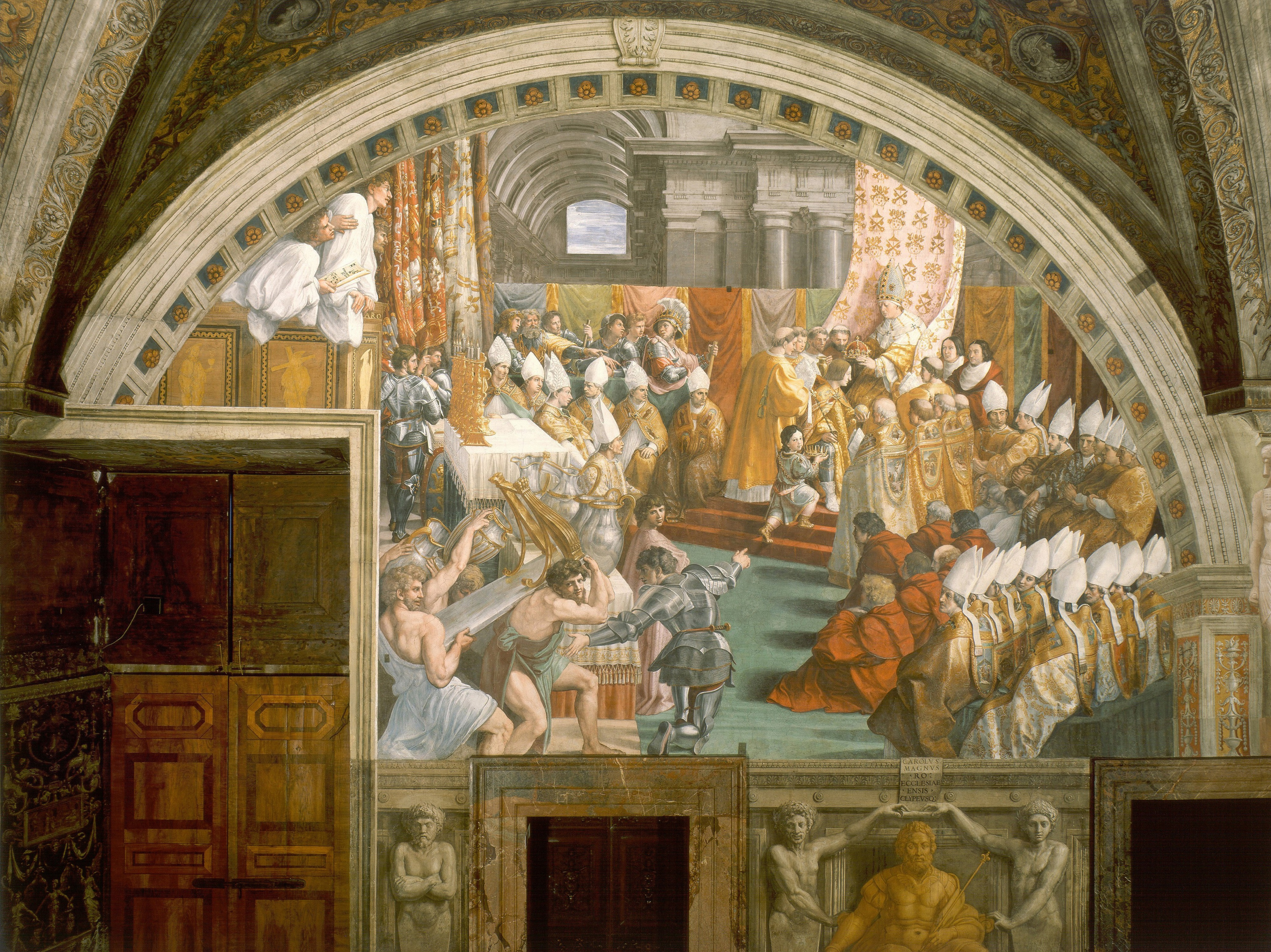
تتويج شارلمان، تصوير جصي من مشغل رفائيل سانزيو دا أوربينو يصور لحظة تتويج شارلمان، على عرش الإمبراطور الروماني المقدس، من قبل البابا الكاثوليكي، ليون الثالث، في عيد الميلاد عام 800.

كان النظام السياسي الأول الذي اعتنق الدين المسيحي بشكل رسمي هو نظام أرمينيا برئاسة تيريدات الثالث. مع ذلك، يُعتقد عمومًا بأن إنشاء النظام المدني الذي يؤيده أنصار التكاملية كان بداية لتبديل ديانة الإمبراطور الروماني، قسطنطين العظيم في عام 312. اعتنق قسطنطين الديانة المسيحية، وتبنى ثيودوسيوس الأول المذهب الكاثوليكي بصفته المذهب الرسمي للإمبراطورية بموجب مرسوم سالونيك. كُثف ما أطلق عليه السير ريتشارد ويليام ساوثيرن اسم تماهي الكنيسة بالمجتمع المنظم من خلال الإصلاحات القانونية التي أقرها الإمبراطور جستينيان الأول في القرن السادس ميلادي. بدأت مرحلة الذروة في تحديد هوية الغرب اللاتيني مع الانتقال البابوي السيادي للسلطة إلى كارل الكبير عام 800. بدأت الحقبة القسطنطينية بالتدهور مع ظهور حركة الإصلاح البروتستانتي الذي كان بمثابة نهاية الثورة الفرنسية. في عام 1950، حدد البابا بيوس الثاني عشر الراهب والقائد الدومينيكاني، جيرولامو سافونارولا، باعتباره رائدًا مبكرًا للأصولية في مواجهة تأثيرات «الوثنية الجديدة» المرافقة لعصر النهضة: «يظهر لنا سافونارولا الضمير القوي للزاهد، فهو الرسول الذي يمتلك الإحساس الحيوي بالأمور الإلهية والأبدية، والذي يتخذ موقفًا ضد الوثنية المتفشية، والمخلص للمثل الإنجيلية والبولصية، وهو فاعلٌ في الحياة العامة ونشط في كل المؤسسات. لهذا، بدأ سافونارولا التبشير، مدفوعًا بصوت داخلي، وبوحي من الله».

### التعاليم
النزعة التكاملية الكاثوليكية (ويطلق عليها أيضًا الاندماجية)، هي اتجاه «مناهض للتعددية» في الكاثوليكية؛ إذ سعت النزعة، التي نشأت في القرن التاسع عشر في كل من البرتغال وإسبانيا وفرنسا وإيطاليا ورومانيا، إلى التأكيد على وجود أساس كاثوليكي لجميع الأعمال الاجتماعية والسياسية من جهة، وإلى تخفيض عدد أي جهات أيدولوجية منافسة، كالعلمانية الإنسانية والليبرالية أو حتى القضاء عليها بشكل نهائي من جهة أخرى. نشأت النزعة التكاملية بشكل أساسي بهدف مواجهة الليبرالية التي اعتبرها بعض أتباع المذهب الكاتوليكي «أيدولوجية قاسية ومدمرة».:1041
لا تدعم النزعة التكاملية الكاثوليكية إنشاء كنيسة دولة «كاثوليكية» مستقلة أو (نشر الغاليكانية) بل تدعم إخضاع الدولة للمبادئ الأخلاقية الكاثوليكية، وبالتالي ترفض فصل الأخلاق عن الدولة، وتفضل إعلان الكاثوليكية بصفتها دين الدولة المعلن.
تستدعي النزعة التكاملية الكاثوليكية تعليم العامة حول ضرورة التبعية للدولة، والخضوع للسلطة الروحانية الدنيوية، التي تمثلت في العصور الوسطى بالبابا غريغوري السابع، والبابا بونيفاس الثامن. مع ذلك، تعد النزعة التكاملية الكاثوليكية عقيدة مفصلة بشكل أكثر وعيًا كونها جاءت كرد فعل على التغييرات السياسية والثقافية التي أعقبت التنوير والثورة الفرنسية. تحدت البابوية في القرن التاسع عشر نمو الليبرالية (المرتبطة بتعاليم سيادة الشعب) والأساليب والنطريات العلمية والتاريخية الجديدة (التي كان يعتقد بأنها تهدد المكانة الخاصة للرؤيا المسيحية). أدان البابا بيوس التاسع المبارك العديد من الأفكار الليبرالية والتنويرية في وثيقته التي حملت عنوان «منهاج الأخطاء». طبقت التكاملية على حزب سياسي أسباني أنشئ عام 1890 تقريبًا على أسس وثيقة منهج الأخطاء التي وضعها بيوس التاسع. جاء تحول النزعة التكاملية الكاثوليكية إلى شكلها «الكلاسيكي» كرد فعل على الحداثة. مع ذلك، لم ينتشر مصطلح النزعة التكاملية حتى عهد البابا بيوس العاشر، الذي جلس على عرش الباب من عام 1903 وحتى عام 1914. بعد الإدانة البابوية للحداثة في عام 1907، أصبح يشار إلى من ينشط باعمل الخاص بالترويج للتعاليم البابوية على أنه «كاثوليكي متكاملي». سعا الكاثوليكيون المتكامليون، بتشجيع من البابا بيوس العاشر، إلى التبليغ عن أي مشتبه بتأييده للحداثة أو الليبرالية. تعد منظمة صحبة بيوس الخامس، التي تعرف في فرنسا باسم (مزرعة التنوب)، والتي تأسست في عام 1909 على يد القس والمؤرخ الكاثوليكي، أومبرتو بينيني، واحدة من أهم المنظمات التكاملية.